# Joseph Werth
Joseph Werth S.J., né le 4 octobre 1952 à Karaganda, ville de l'ancienne République socialiste soviétique kazakhe (URSS), actuel Kazakhstan, est un prêtre jésuite russe allemand et, depuis 2002, évêque catholique du diocèse de Novossibirsk, après en avoir été l'administrateur apostolique.

## Origine et famille
Joseph Werth est né deuxième enfant au sein d'une famille nombreuse (onze enfants), d'Allemands de la Volga, déportée au Kazakhstan en 1929, en tant que koulaks.

## Formation
Après son service militaire dans l'armée soviétique, il entre le 14 août 1975 au noviciat des jésuites en République socialiste soviétique de Lituanie. Il commence ses études de théologie à Kaunas, en 1979 et est ordonné prêtre en 1984.

## Carrière
Il passe un an en Lituanie, puis devient vicaire à Aktyoubinsk, aujourd'hui Aktioubé, au Kazakhstan soviétique et ensuite dans la paroisse catholique de Marx, chez les descendants d'Allemands de la Volga.
À la chute de l'URSS, il est nommé administrateur apostolique de la Sibérie et est consacré évêque le 16 juin 1991. Lorsque le vaste territoire est divisé en deux, en 1998, il est nommé administrateur de la partie occidentale de la Sibérie. Avec ses deux sœurs, religieuses du Saint-Sacrement, il revitalise une trentaine de petites paroisses catholiques de descendants d'Allemands.
En février 2002, à la création du diocèse de la Transfiguration de Novossibirsk, à partir de l’administration apostolique de Sibérie occidentale, il en est nommé l'évêque ordinaire, avec Novossibirsk pour siège. L'église de la Transfiguration en est la cathédrale.
En décembre 2004, il est nommé aussi évêque ordinaire des catholiques de rite byzantin en Russie. De janvier 2005 à 2011, il est président de la Conférence des évêques de Russie (quatre évêques).
Outre le russe et l'allemand, il parle couramment l'italien et le français.